# 아이티의 재외공관 목록

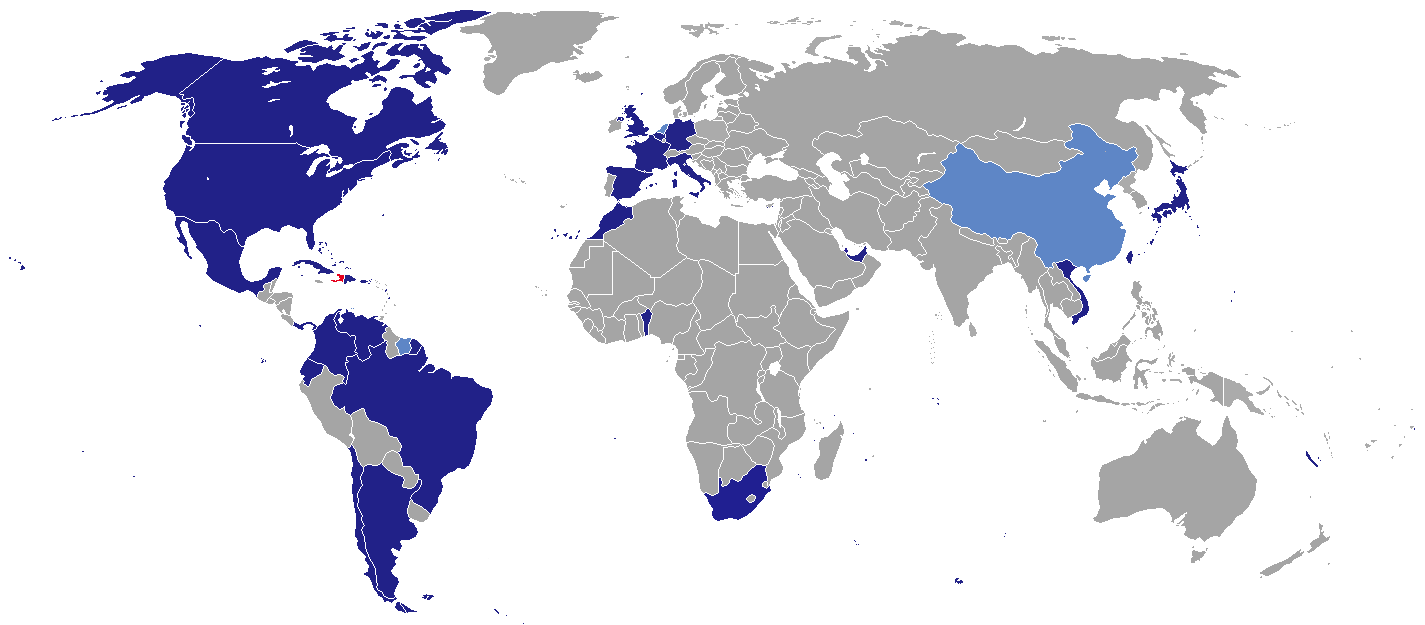
아이티의 재외공관

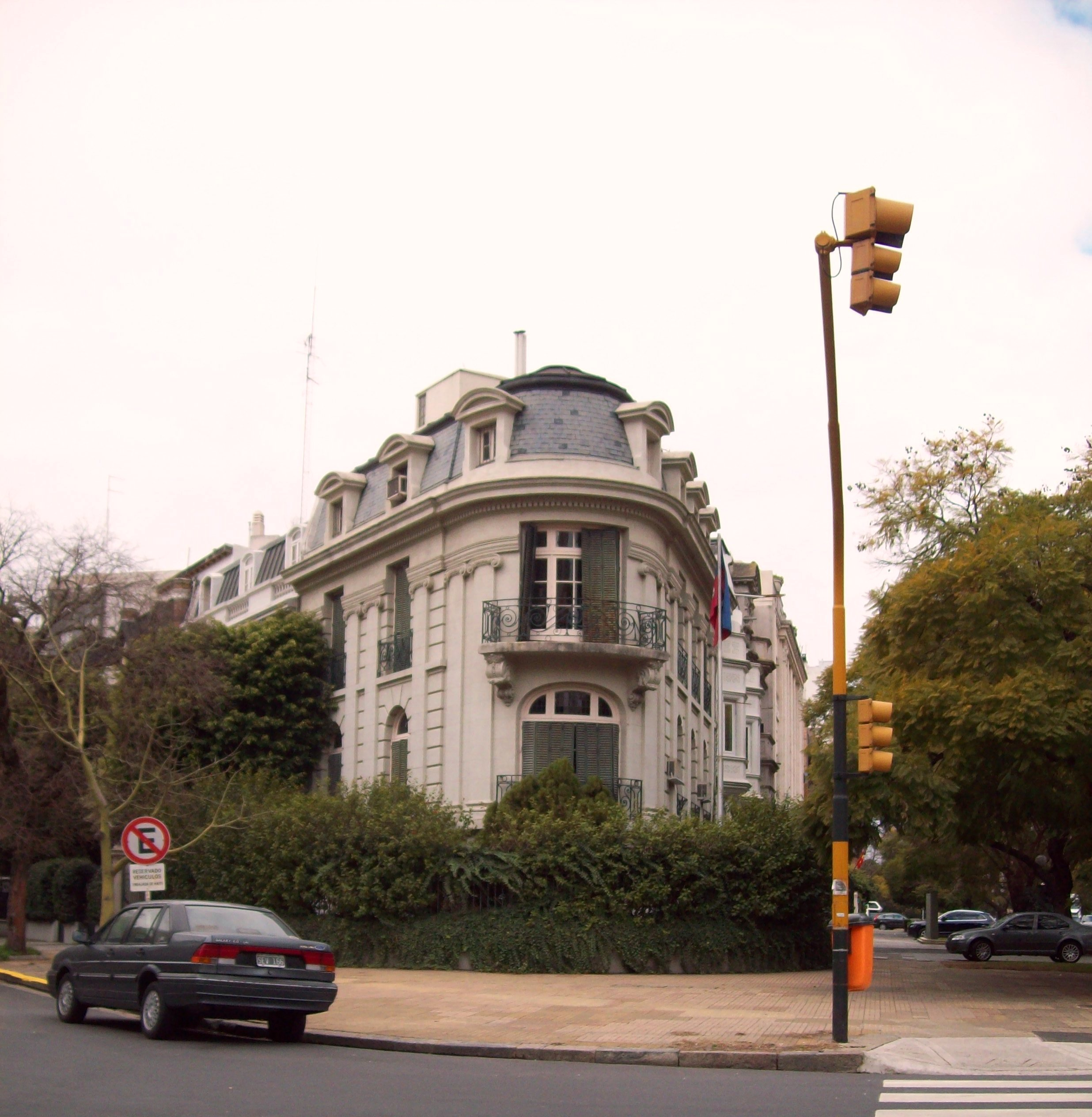
부에노스아이레스 주재 아이티 대사관

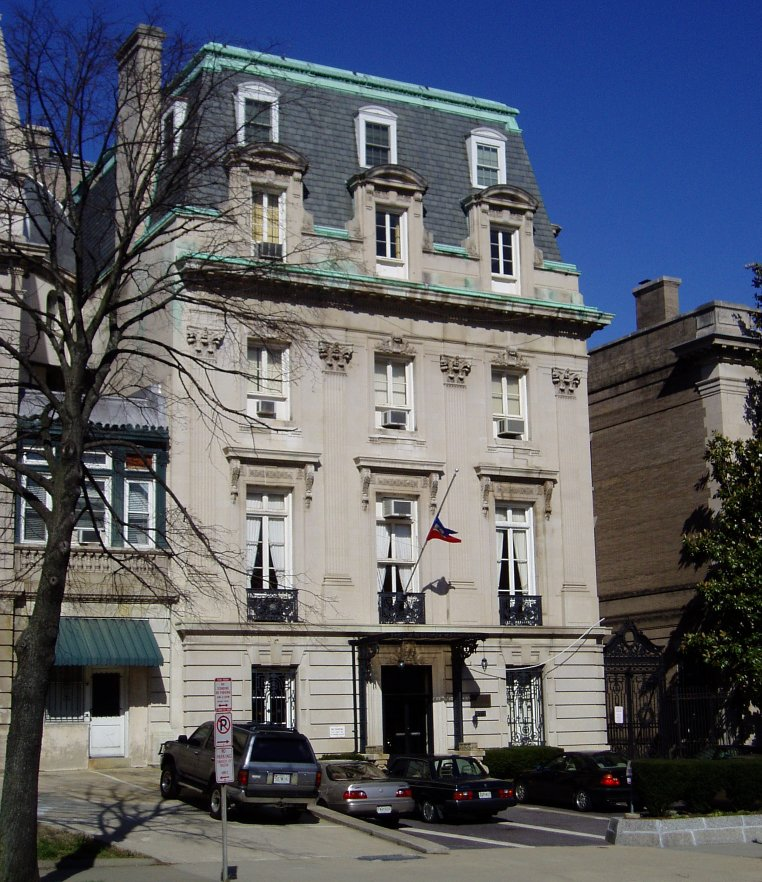
워싱턴 D.C. 주재 아이티 대사관

아이티의 재외공관 목록은 아이티 주재 대사관을 각국에 상주시켜 놓는 것을 의미하며, 아이티의 재외공관을 나열한 목록이다.

## 아프리카
- 베냉 : 코토누 (대사관)
- 남아프리카 공화국 : 프리토리아 (대사관)

## 아메리카
- 아르헨티나 : 부에노스아이레스 (대사관)
- 바하마 : 나소 (대사관)
- 브라질 : 브라질리아 (대사관)
- 칠레 : 산티아고 (대사관)
- 쿠바 : 아바나 (대사관)
- 도미니카 공화국 : 산토도밍고 (대사관), 다하본·이궤이·바라오나·산티아고데로스카바예로스 (총영사관)
- 캐나다 : 오타와 (대사관), 토론토 (총영사관)
- 에콰도르 : 키토 (대사관)
- 멕시코 : 멕시코시티 (대사관)
- 파나마 : 파나마시티 (대사관)
- 미국 : 워싱턴 D.C. (대사관), 뉴욕·마이애미·애틀랜타·보스턴·시카고·올랜도 (총영사관)
- 베네수엘라 : 카라카스 (대사관)

## 유럽
- 벨기에 : 브뤼셀 (대사관)
- 프랑스 : 파리 (대사관), 카옌·푸앵타피트르 (총영사관)
- 독일 : 베를린 (대사관)
- 바티칸 시국 : 바티칸시티 (대사관)
- 이탈리아 : 로마 (대사관)
- 네덜란드 : 빌렘스타트 (총영사관)
- 스페인 : 마드리드 (대사관)
- 영국 : 런던 (대사관)

## 아시아
- 중화민국 : 타이베이시 (대사관)
- 일본 : 도쿄도 (대사관)
- 베트남 : 하노이 (대사관)

## 대표부
- UN 아이티 정부 대표부 : 뉴욕, 제네바
- EU 아이티 정부 대표부 : 브뤼셀
- UNESCO 아이티 정부 대표부 : 파리
- FAO 아이티 정부 대표부 : 로마
- 미주 기구 아이티 정부 대표부 : 워싱턴 D.C.